# Moniliella
Moniliella ist eine Gattung von Brandpilzen mit derzeit neun beschriebenen Arten. Sie sind die einzigen Vertreter der Ordnung der Moniliellales und der Klasse der Moniliellomycetes.

## Merkmale
Die Kolonien sind glatt und samtig von gräulicher bis olivschwarzer Farbe. Sie wachsen hefeartig. Die knospenden Zellen sind ellipsoid und bilden sich endständig an echten Hyphen, die sich mit Arthrokonidien, eine Kette kurzer zylinderförmiger Sporen, zerteilen. Pseudohyphen und Chlamydosporen können vorhanden sein. Die Zellwände sind vielschichtig. Die Hyphensepten besitzen normalerweise Doliporen mit einem Bogen aus Endoplasmatischem Reticulum, aber mikroporenähnliche Strukturen können ebenfalls vorhanden sein.
Die meisten Arten können Zucker fermentieren.
Auf Anfärbung mit Diazonium Blau B und auf Harnstoff reagieren Moniliella positiv.
Das Coenzym Q-9 ist vorhanden. Xylose und Fucose sind in Ganzkeim-Hydrolysaten (englisch whole cell hydrolysates) nicht vorhanden.

## Lebensweise
Arten der Moniliellomycetes leben auf fettreichen Substraten, Honig, Pollen, aber auch auf menschlichem Sputum oder verdorbenen Lebensmitteln und auf Substraten mit geringer Wasseraktivität. Manche Arten wie Moniliella fonsecae wurden auf tropischen Blüten gefunden.

## Systematik
Die Gattung wurde 1966 von Stolk & Dakin erstbeschrieben. 1967 wurde die Gattung Trichosporonoides von Haskins und Spencer beschrieben. Nachdem mehrere Autoren die Synonymität der beiden Gattungen vermuteten, stellten Rosa und Mitarbeiter alle beschriebenen Arten in die Gattung Moliniella. Lange war die systematische Stellung der Gattung unklar, und erst 2014 wurde sie von Q.M. Wang, F.Y. Bai & Boekhout als eigenständige Klasse der Brandpilze mit nur einer Ordnung und Familie beschrieben. Die Typusart der Gattung ist Moniliella fonsecae.
- Moniliella acetoabutans
- Moniliella fonsecae
- Moniliella madida
- Moniliella megachiliensis: Wurde für die biotechnische Produktion von Erythrit aus Glyzerin erprobt.[3]
- Moniliella mellis
- Moniliella nigrescens
- Moniliella oedocephalis
- Moniliella pollinis
- Moniliella spathulata
- Moniliella suaveolens
- Moniliella tomentosa

## Quelle
- Q.-M. Wang, B. Theelen, M. Groenewald, F.-Y. Bai, T. Boekhout: Moniliellomycetes and Malasseziomycetes, two new classes in Ustilaginomycotina In: Persoonia - Molecular Phylogeny and Evolution of Fungi. 33, 2014, S. 41–47, doi:10.3767/003158514X682313.